# والنوت (كارولاينا الشمالية)
والنوت (بالإنجليزية: Walnut Creek, North Carolina)‏ هي قرية تقع في الولايات المتحدة في مقاطعة وين، كارولاينا الشمالية. يقدر عدد سكانها بـ 835 نسمة ومساحتها 4.8 كم2 ووترتفع عن سطح البحر 30 متر.

## التركيبة السكانية
حدّد مكتب تعداد الولايات المتحدة بيانات التركيبة السكانية لوالنوت في تعداد الولايات المتحدة. في ما يلي، التركيبة السكانية حسب تعدادي 2000 و2010.

### تعداد عام 2000
بلغ عدد سكان والنوت 859 نسمة بحسب تعداد عام 2000، وبلغ عدد الأسر 322 أسرة وعدد العائلات 294 عائلة مقيمة في القرية. في حين سجلت الكثافة السكانية 136.3 نسمة لكل كيلومتر مربع (353.0/ميل2). وبلغ عدد الوحدات السكنية 332 وحدة بمتوسط كثافة قدره 52.7 لكل كيلومتر مربع (136.5/ميل2).
وتوزع التركيب العرقي للقرية بنسبة 95.23% من البيض و1.63% من الأمريكيين الأفارقة و0.12% من الأمريكيين الأصليين و2.10% من الأمريكيين ذوي الأصول الآسيوية و0.93% من عرقين مختلطين أو أكثر.
بلغ عدد الأسر 322 أسرة كانت نسبة 34.2% منها لديها أطفال تحت سن الثامنة عشر تعيش معهم، وبلغت نسبة الأزواج القاطنين مع بعضهم البعض 87.6% من أصل المجموع الكلي للأسر، ونسبة 3.1% من الأسر كان لديها معيلات من الإناث دون وجود شريك،  بينما كانت نسبة 0.6% من الأسر لديها معيلون من الذكور دون وجود شريكة وكانت نسبة 8.7% من غير العائلات. تألفت نسبة 7.5% من أصل جميع الأسر من عدة أفراد يعيشون في نفس المنزل ونسبة 2.5% كانت تتألف من شخص يعيش بمفرده يبلغ من العمر 65 عاماً أو أكثر. وبلغ متوسط حجم الأسرة المعيشية 2.67، أما متوسط حجم العائلات فبلغ 2.80.
بلغ العمر الوسطي للسكان 47.7 عاماً. وكانت نسبة 22.7% من القاطنين تحت سن الثامنة عشر، وكانت نسبة 3.5% بين الثامنة عشر والرابعة والعشرين عاماً، ونسبة 18.2% كانت واقعةً في الفئة العمرية ما بين الخامسة والعشرين والرابعة والأربعين عاماً، ونسبة 40.3% كانت ما بين الخامسة والأربعين والرابعة والستين، ونسبة 15.4% كانت ضمن فئة الخامسة والستين عاماً فما فوق. يوجد لكل 100 أنثى 95.7 ذكر، ويوجد لكل 100 أنثى في الثامنة عشر من عمرها فما فوق 94.7 ذكر.
بلغ متوسط دخل الأسرة في القرية 96,037 دولارًا، أما متوسط دخل العائلة فبلغ 98,071 دولارًا. وكان متوسط دخل الذكور 80,000 دولارًا مقابل 27,292 دولارًا للإناث. وسجل دخل الفرد الخاص بالقرية 45,070 دولارًا. وكانت نسبة 0% من العائلات ونسبة 0% من السكان تحت خط الفقر، وكان من هؤلاء نسبة 0% تحت سن الثامنة عشر ونسبة 0% في الخامسة والستين من العمر وما فوق.

### تعداد عام 2010
بلغ عدد سكان والنوت 835 نسمة بحسب تعداد عام 2010، وبلغ عدد الأسر 342 أسرة وعدد العائلات 287 عائلة مقيمة في القرية. في حين سجلت الكثافة السكانية 132.5 نسمة لكل كيلومتر مربع (343.2/ميل2). وبلغ عدد الوحدات السكنية 363 وحدة بمتوسط كثافة قدره 57.6 لكل كيلومتر مربع (149.2/ميل2).
وتوزع التركيب العرقي للقرية بنسبة 91.74% من البيض و4.07% من الأمريكيين الأفارقة و0.12% من الأمريكيين الأصليين و1.92% من الأمريكيين ذوي الأصول الآسيوية و1.44% من الأعراق الأخرى و0.72% من عرقين مختلطين أو أكثر و1.68% من الهسبانيون أو اللاتينيون من أي عرق.
بلغ عدد الأسر 342 أسرة كانت نسبة 25.7% منها لديها أطفال تحت سن الثامنة عشر تعيش معهم، وبلغت نسبة الأزواج القاطنين مع بعضهم البعض 79.8% من أصل المجموع الكلي للأسر، ونسبة 2.3% من الأسر كان لديها معيلات من الإناث دون وجود شريك،  بينما كانت نسبة 1.8% من الأسر لديها معيلون من الذكور دون وجود شريكة وكانت نسبة 16.1% من غير العائلات. تألفت نسبة 14.3% من أصل جميع الأسر من عدة أفراد يعيشون في نفس المنزل ونسبة 7.3% كانت تتألف من شخص يعيش بمفرده يبلغ من العمر 65 عاماً أو أكثر. وبلغ متوسط حجم الأسرة المعيشية 2.44، أما متوسط حجم العائلات فبلغ 2.68.
بلغ العمر الوسطي للسكان 53.5 عاماً. وكانت نسبة 19.2% من القاطنين تحت سن الثامنة عشر، وكانت نسبة 2.5% بين الثامنة عشر والرابعة والعشرين عاماً، ونسبة 13.7% كانت واقعةً في الفئة العمرية ما بين الخامسة والعشرين والرابعة والأربعين عاماً، ونسبة 42.6% كانت ما بين الخامسة والأربعين والرابعة والستين، ونسبة 22% كانت ضمن فئة الخامسة والستين عاماً فما فوق. وتوزع التركيب الجنسي للسكان بنسبة 47.9% ذكور و52.1% إناث.